# Basilica inferiore di Santa Rita da Cascia
La basilica inferiore di Santa Rita da Cascia è una basilica minore di Cascia, appartenente all'omonimo santuario: al suo interno vengono venerati i resti di Madre Maria Teresa Fasce e del beato Simone Fidati.

## Storia e descrizione
La basilica era originariamente la cripta della basilica di Santa Rita da Cascia, dalla quale era stata ricavata nelle sue fondamenta nel 1947: la trasformazione in chiesa avvenne quindi solo successivamente, secondo il progetto degli architetti Rosario Scrimieri, Francesco Genco e Maurizio Caproni ed inaugurata il 19 maggio 1988, con la solenne consacrazione dell'arcivescovo Antonio Ambrosanio.
L'ingresso alla chiesa è consentito tramite un'apertura della facciata laterale della basilica superiore ed internamente si presenta a croce greca, a navata unica: sull'altare maggiore è posta una tela di Luigi Filocamo, ritraente il Sacro Cuore di Gesù, mentre al di sotto della mensa è un pannello in marmo raffigurante l'Ultima Cena, opera di Eros Pellini; la zona si completa con una croce astile ed un ambone in marmi policromi realizzati da Armando Marrocco ed alcune statue sempre del Pellini. Sul lato destro del transetto si apre la cappella dedicata al beato Simone Fidati: al di sotto di un altare in pietra sono riposte le ossa del monaco, mentre un tabernacolo ospita il miracolo eucaristico; da questo lato si può inoltre accedere ad una sala che raccoglie gli ex voto. Sul lato sinistro del transetto si trova la cappella di Madre Teresa Fasce: il corpo della beata riposa in una teca in vetro posta al centro della cappella ed alle sue spalle è possibile osservare alcune reliquie appartenute alla badessa; il braccio sinistro della chiesa si completa con una tela di Santa Maria Maddalena, dipinta da Cesarino Vincenzi. Lungo il lato sinistro della basilica si apre una piccola cappella dedicata all'adorazione eucaristica.